# Anupama Chopra
Anupama Chopra (ur. 31 października 1962) – autorka książek, dziennikarka i krytyk filmowy. Napisała kilka książek o kinie indyjskim i jest recenzentem filmów w NDTV i India Today. Dziennikarka filmowa (New York Times, Los Angeles Times, Variety).

## Życiorys
Jest córką Kamny Chandra, scenarzystki i autorki dialogów (1942: A Love Story), siostrą bollywoodzkiej scenarzystki (Zakhm, Dil To Pagal Hai) i reżyserki Tanuji Chandra (Dushman) i sławnego pisarza Vikrama Chandry. W 2000 roku po rozwodzie z Renu Saluja poślubił ją sławny indyjski reżyser i scenarzysta Vidhu Vinod Chopra (1979 – Oscar za dokument An Encounterwith Faces, Parinda, Eklavya, Misja w Kaszmirze).
Studiowała dziennikarstwo i literaturę angielską, mieszka w Mumbaju i Michigan. 
W 2001 roku za swoją książkę o kultowym w Indiach filmie Sholay – Sholay: The Making of a Classic otrzymała nagrodę National Film Award for Best Book on Cinema. Ponadto znana jest z książki o kolejnym filmie, fenomenie społecznym Żona dla zuchwałych – Dilwale Dulhania Le Jayenge (książka) i z biografii sławnego bollywoodzkiego aktora Shah Rukh Khana – Król Bollywoodu. Shah Rukh Khan, która wydała Po 3 latach wywiadów z 90 osobistościami bollywoodzkiego kina. Książka ta omawia też o kulisy Bollywoodu i fenomen kina indyjskiego.
Zasiadała w jury sekcji „Un Certain Regard” na 61. MFF Cannes (2008).

## Twórczość
- Sholay: The Making of a Classic
- King of Bollywood : Shah Rukh Khan and the seductive world of Indian cinema (Król Bollywoodu. Shah Rukh Khan)
- Dilwale Dulhania Le Jayenge (książka)